# نووگورود ۳۷۹۹
سیارک ۳۷۹۹ (به انگلیسی: 3799 Novgorod، نامگذاری:1979SL9) سه هزار و هفتصد و نود و نهمین سیارک کشف شده‌است که در ۲۲ سپتامبر ۱۹۷۹ کشف شد.
قدر مطلق سیارک برابر ۱۱٫۷۰ است.